# Ngọc lam (màu)
 #40E0D0 
Màu ngọc lam hay xanh Thổ (turquoise) là màu có giá trị trung bình do pha trộn của màu xanh lam và xanh lá cây, là màu của loại đá quý ngọc lam.
Cảm giác về màu sắc này là nữ tính, ngọt ngào, trong khi đó các sắc thái sẫm hơn thông thường là phức tạp và tao nhã hơn. Nó có liên hệ mật thiết với vùng Trung Đông và tây nam nước Mỹ. Thuật ngữ turquoise có xuất xứ từ tiếng Pháp với nghĩa Turkey (Thổ Nhĩ Kỳ).
Màu xanh lam là màu sắc gắn liền với thiên nhiên, với bầu trời, đại dương, và được cho là biểu tượng của sự bình yên, mở rộng, và không gian vô tận.

## Tọa độ màu
Số Hex = #40E0D0
RGB (r, g, b) = (64, 224, 208)
CMYK (c, m, y, k) = (71, 0, 7, 12)
HSV (h, s, v) =  (174, 71, 88)